# 船橋グリーンハイツ
船橋グリーンハイツ（ふなばしグリーンハイツ）は、千葉県船橋市緑台にある住宅団地。大成建設が施工。

## 概要
1973年（昭和48年）に造成された2000戸の大規模な住宅団地である。
この団地は中層フラット棟と高層棟で構成されており、ボックス型ポイントハウスはない。築45年以上経過し、近年は一部改修が行われている。
また、グリーンハイツの中心を通る直線の道（都市計画道路3・4・23夏見高根町線）は、都市計画道路の一部になっているが、周辺は住宅開発が進んでおり、一向に整備が進んでいない。敷地面積は、152,800m2（うち開発面積は250,000m2）。
一方で、2000年代以降に北部の電電公社職員住宅だった棟が除去されて、跡地には主に一戸建て住宅が建設されている。2008年（平成20年）1月の時点で約1600戸となり、さらに2010年代後半には南部の郵政省公務員宿舎だった棟も除去され一戸建てへの建て替えが実施されたため、戸数は再び減少した。

## 交通
最寄駅は、京成松戸線高根公団駅で、徒歩22分である。また、市内中心部の船橋駅へは京成バス千葉ウエスト船橋グリーンハイツ線が利用できる。系統は以下の通りである。
- 船51：船橋駅北口 - 駿河台 - うぐいす園 - 高根小学校前 - 船橋グリーンハイツ〔下り線のみ〕
- 船52：船橋駅北口 - 駿河台 - うぐいす園 - 高根小学校前 - 船橋グリーンハイツ入口（廃止）
- 船53：船橋駅北口 - 八栄小学校入口 - 米ヶ崎 - 高根小学校前 - 船橋グリーンハイツ
- 東50：東船橋駅 - 駿河台 - うぐいす園 - 高根小学校前 - 船橋グリーンハイツ

詳細は船橋グリーンハイツ線及び船橋バスの項目を参照。
2010年3月27日から米ヶ崎経由の下り線が開通したが、船橋警察署へは船橋グリーンハイツから直接行くことができなくなった（逆は可能）。また、船橋グリーンハイツ入口停留所が廃止された。

## 周辺名所・公共施設など
- 船橋グリーンハイツ郵便局
- 千葉興業銀行高根支店
- 船橋警察署緑台交番
- 船橋市立高根公民館
- 杉の子保育園
- みどり保育園
- 緑台幼稚園
- 船橋市立高根小学校
- 船橋市立金杉小学校
- 船橋市立高根中学校